# Междисциплинарный кампус сознания и интеллекта Альбасете 2006
Междисциплинарный кампус сознания и интеллекта (CMPI), организованный в честь 50-летия начала исследований в области искусственного интеллекта, проходил с 10 по 14 июля 2006 года в Альбасете. В Кампусе приняли участие около ста ученых и экспертов. такие как Льинас Риаскос, Рудольфо, Хосе Мира Мира, Эктор Геффинер, Густаво Деко и Рамон Лопес де Мантарас.
Организаторами выступили Антонио Фернандес Кабальеро – профессор Факультета информационных систем Университета Кастильи-Ла Манчи, Мария Гарсиа Мансано Архона – профессор Факультета Логики и Философии Университета Саламанки, Энрике Алонсо Гонсалес – профессор Факультета лингвистики, логики и философии, современных языков Мадридского Университета и Серхио Мигель Томе.
В 2006 году исполнилось 50 лет со времени организации Дартмутского семинара, на которой ученые обозначили необходимость тщательных исследований в области мозга и интеллекта. Несмотря на пройденное время, эта проблематика, находящаяся на стыке исследования нескольких наук, является современной и актуальной.

## Внешние связи
- Официальный сайт Кампуса.